# Jana Čepelová
Jana Čepelová (* 29. května 1993 Košice) je slovenská profesionální tenistka a vítězka juniorské čtyřhry na Australian Open 2010. Ve své dosavadní kariéře na okruhu WTA Tour nevyhrála žádný turnaj. V rámci okruhu ITF získala do srpna 2020 šest titulů ve dvouhře a tři ve čtyřhře.
Na žebříčku WTA byla ve dvouhře nejvýše klasifikována v květnu 2014 na 50. místě a ve čtyřhře pak v květnu 2015 na 158. místě. Trénuje ji Martin Zathurecký. Na kombinovaném juniorském žebříčku ITF figurovala nejvýše v únoru 2010, když jí patřila 8. příčka.
Ve slovenském týmu Billie Jean King Cupu debutovala v roce 2011 čtvrtfinálem Světové skupiny v Sibamac aréně proti České republice. Za rozhodnutého stavu ve prospěch soupeřek jí skrečovala dvouhru Lucie Šafářová. Deblovým vítězstvím následně s Magdalénou Rybárikovou zkorigovaly nepříznivý výsledek zápasů na 2:3. Do listopadu 2023 v soutěži nastoupila k jedenácti mezistátním utkáním s bilancí 4–6 ve dvouhře a 4–3 ve čtyřhře.
V červnu 2020 se vdala za Olivera Juhásze. V sezóně 2021 přerušila kariéru pro těhotenství.

## Tenisová kariéra

### Juniorská dráha
Spolu s krajankou Chantal Škamlovou vyhrála juniorku čtyřhry na Australian Open 2010, když ve finále porazily pár Tímea Babosová a Gabriela Dabrowská ve dvou setech.
Na Letních olympijských hrách mládeže 2010 v Singapuru získala stříbrnou medaili ve čtyřhře a bronzový kov ve dvouhře.

### Profesionální dráha

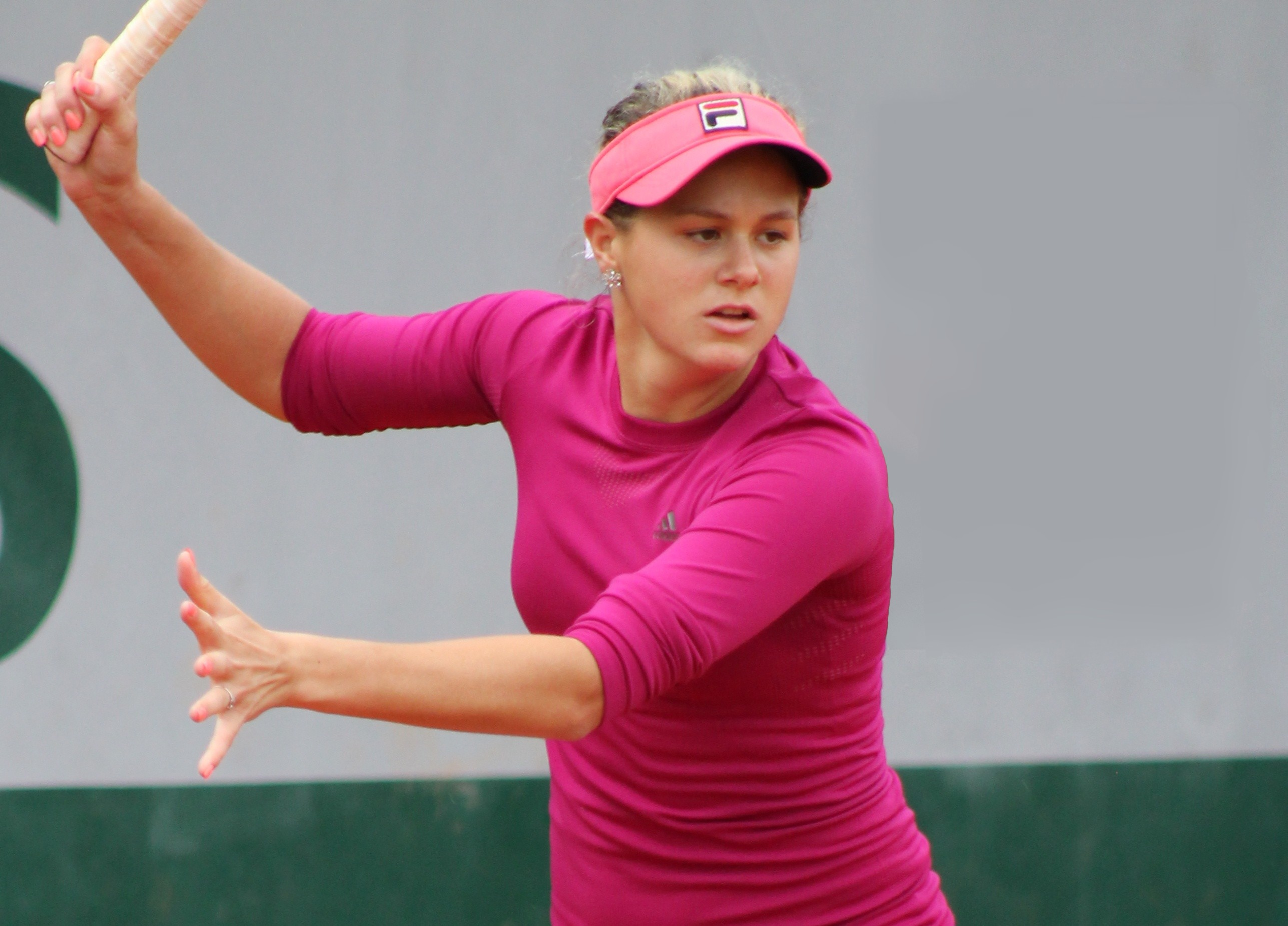
Během French Open 2013

V rámci hlavních soutěží událostí okruhu ITF debutovala v srpnu 2009, když na turnaj v Trnavě s dotací 25 tisíc dolarů postoupila z kvalifikace. Ve prvním kole podlehla krajance Michaele Pochabové ve dvou sadách. V říjnu 2010 vybojovala na tomto okruhu premiérový titul kariéry, když v tuniském Monastiru s rozpočtem 10 tisíc dolarů ve finále přehrála Lotyšku Diānu Marcinkēvičovou.
V singlu okruhu WTA Tour debutovala v hlavní soutěži na zářijovém Tashkent Open 2011, do níž prošla z kvalifikace. Na úvod podlehla polské tenistce Urszule Radwańské. První čtvrtfinále si zahrála na washingtonském Citi Open 2012, v němž jako kvalifikantka nestačila na pozdější vítězku Magdalénu Rybárikovou.
Debut v hlavní soutěži nejvyšší grandslamové kategorie zaznamenala v ženském singlu Wimbledonu 2012, kde také zvládla kvalifikační síto. V úvodní fázi zdolala Francouzku Kristinu Mladenovicovou, ve druhém pak dvacátou šestou nasazenou Anabel Medinaovou Garriguesovou, aby ve třetím kole vypadla s běloruskou turnajovou dvojkou Viktorií Azarenkovou.
Po vyřazení ve druhém kole na Australian Open 2013 se poprvé v kariéře posunula do elitní světové stovky, když ve vydání z 28. ledna 2013 poskočila ze 115. na 97. místo.
Na bastadském Swedish Open 2014 se probojovala do semifinále, v němž nenašla recept na Jihoafričanku Chanelle Scheepersovou.

#### Charlestonské finále a výhra nad světovou jedničkou

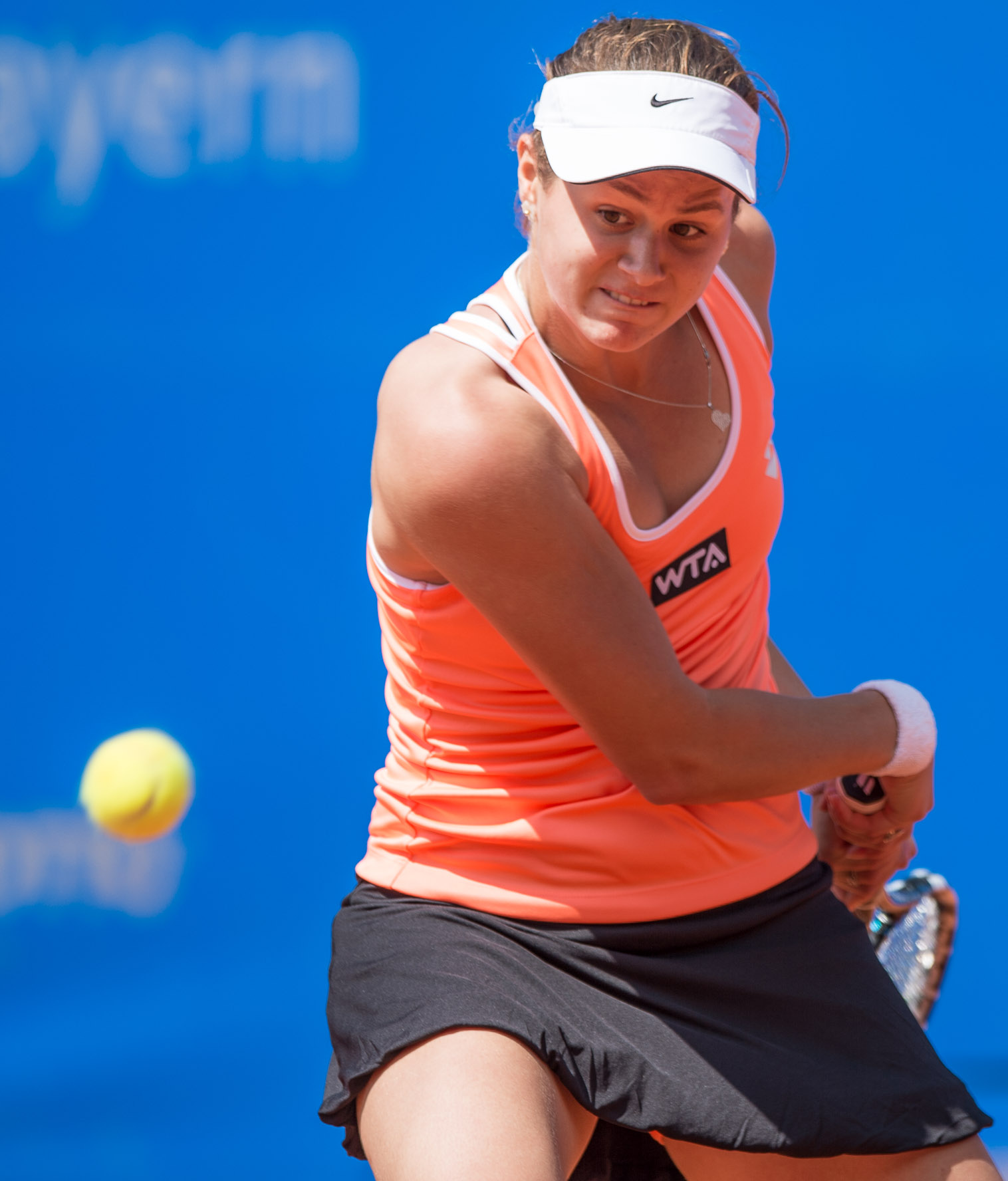
Bekhend na Nürnberger Versicherungscup 2014

Premiérové finále na okruhu WTA Tour odehrála na dubnovém Family Circle Cupu 2014 v Charlestonu. Ve druhém kole turnaje probíhajícího na zelené antuce vyřadila dvojnásobnou obhájkyní titulu a světovou jedničku Serenu Williamsovou. Američanka tak ukončila 15zápasovou neporazitelnost z charlestonské události a také sérii 28 antukových výher bez přerušení. Slovenka zaznamenala největší výhru dosavadní kariéry a první vítězství nad světovou jedničkou.
Ve čtvrtfinále dovolila jen tři gamy krajance Daniele Hantuchové a v semifinále zvládla dramatický závěr se švýcarskou kvalifikantkou Belindou Bencicovou. Postup jí zajistil až zvládnutý tiebreak rozhodující sady v poměru 9:7. V boji o titul však nenašla recept na čtrnáctou nasazenou Němku Andreu Petkovicovou. Bodový zisk pro ni znamenal posun na nejvyšší postavení v žebříčku WTA, když v pondělním vydání ze 7. dubna 2014 figurovala na 51. příčce.

#### Wimbledonská vítězství nad hráčkami první světové trojky
V pozici 106. hráčky žebříčku vyřadila v úvodním kole Wimbledonu 2015 světovou trojku Simonu Halepovou po třísetovém průběhu. V zápase trvajícím 2.14 hodiny Rumunce vrátila porážku z US Open 2014, kde na ni uhrála jen tři gamy. Ve druhé fázi však vypadla s další rumunskou hráčkou Monicou Niculescuovou.
V prvním kole Wimbledonu 2016, kdy pojedenácté hrála hlavní grandslamovou soutěž, zdolala Kolumbijku Marianu Duqueovou Mariñovou ve dvou sadách. Následně zvládla 58minutový duel proti španělské světové dvojce Garbiñe Muguruzaové, jíž povolila pět gamů. V době turnaje jí jako kvalifikantce patřila 124. příčka žebříčku. Na jejím poklesu světovou klasifikací se podílelo prodělané poranění zad a pneumonie v předešlé sezóně. Proti hráčkám elitní světové pětky měla po výhře aktivní poměr 3–2. Ve třetím kole ji vyřadila dvacátá osmá nasazená Lucie Šafářová po dramatickém průběhu, když o vítězce rozhodl až závěr třetí sady v poměru gamů 12–10.

## Finále na okruhu WTA Tour
| Legenda                           |
| --------------------------------- |
| D – dvouhra; Č – čtyřhra          |
| Grand Slam (0)                    |
| Turnaj mistryň (0)                |
| Premier Mandatory & Premier 5 (0) |
| Premier (0–1 D)                   |
| International (0)                 |

### Dvouhra: 1 (0–1)
| Stav       | č. | datum         | turnaj                    | povrch        | soupeřka ve finále | výsledek |
| ---------- | -- | ------------- | ------------------------- | ------------- | ------------------ | -------- |
| Finalistka | 1. | 6. dubna 2014 | Charleston, Spojené státy | zelená antuka | Andrea Petkovicová | 5–7, 2–6 |

## Finále na okruhu ITF
| 100 000 $ tournaments |
| 75 000 $ tournaments  |
| 50 000 $ tournaments  |
| 25 000 $ tournaments  |
| 15 000 $ tournaments  |
| 10 000 $ tournaments  |

### Dvouhra: 12 (6–6)
| Stav       | č. | datum              | turnaj                         | povrch    | soupeřka ve finále         | výsledek      |
| ---------- | -- | ------------------ | ------------------------------ | --------- | -------------------------- | ------------- |
| Finalistka | 1. | 8. února 2010      | Ejlat, Izrael                  | tvrdý     | Janina Toljanová           | 6–1, 6–2      |
| Finalistka | 2. | 18. října 2010     | Monastir, Tunisko              | tvrdý     | Martina Borecká            | 7–5, 6–1      |
| Vítězka    | 1. | 25. října 2010     | Monastir, Tunisko              | tvrdý     | Diāna Marcinkēviča         | 6–2, 6–2      |
| Vítězka    | 2. | 23. ledna 2011     | Stuttgart-Stammheim, Německo   | tvrdý     | Nina Zanderová             | 6–4, 6–4      |
| Vítězka    | 3. | 25. června 2011    | Kristinehamn, Švédsko          | antuka    | Alexandra Cadanțuová       | 6–4, 3–6, 6–4 |
| Vítězka    | 4. | 28. srpna 2011     | Praha, Česko                   | antuka    | Bibiane Schoofsová         | 7–6(8–6), 6–4 |
| Finalistka | 4. | 21. listopadu 2011 | Helsinky, Finsko               | tvrdý (h) | Tímea Babosová             | 3–6, 1–6      |
| Vítězka    | 5. | 11. listopadu 2013 | Dubaj, Spojené arabské emiráty | tvrdý     | Maria Elena Camerinová     | 6–1, 6–2      |
| Finalistka | 5. | 11. května 2015    | Saint-Gaudens, Francie         | antuka    | María Teresa Torró Florová | 1–6, 0–6      |
| Vítězka    | 6. | červenec 2017      | Budapešť, Maďarsko             | antuka    | Danka Kovinićová           | 6–4, 6–3      |
| Finalistka | 6. | říjen 2018         | Su-čou, Čína                   | tvrdý     | Čeng Saj-saj               | 5–7, 1–6      |

### Čtyřhra: 8 (3–5)
| Stav       | č. | datum           | turnaj                           | povrch    | spoluhráčka               | soupeřky ve finále                       | výsledek               |
| ---------- | -- | --------------- | -------------------------------- | --------- | ------------------------- | ---------------------------------------- | ---------------------- |
| Finalistka | 1. | 17. ledna 2011  | Stuttgart-Stammheim, Německo     | tvrdý (h) | Michaela Pochabová        | Daniëlle Harmsenová Marina Melnikovová   | 6–3, 4–6, [12–14]      |
| Finalistka | 2. | 1. srpna 2011   | Trnava, Slovensko                | antuka    | Lenka Wienerová           | Janette Husárová Renata Voráčová         | 6–7(2–7), 1–6          |
| Finalistka | 3. | 22. srpna 2011  | Praha, Česko                     | antuka    | Katarzyna Piterová        | Iveta Gerlová Lucie Kriegsmannová        | 7–6(10–8), 1–6, [8–10] |
| Vítězka    | 1. | 10. října 2011  | Sant Cugat del Vallès, Španělsko | antuka    | Katarzyna Piterová        | Leticia Costasová Inés Ferrer Suárezová  | 6–3, 2–6, [10–6]       |
| Vítězka    | 2. | 13. února 2012  | Rabat, Maroko                    | antuka    | Réka Luca Janiová         | Anastasia Grymalská Ilona Kremenová      | 6–7(4–7), 6–1, [10–4]  |
| Vítězka    | 3. | 12. března 2012 | Poza Rica, Mexiko                | tvrdý     | Lenka Wienerová           | Maria Elena Camerinová Maria Korytcevová | 7–5, 2–6, [10–3]       |
| Finalistka | 4. | 6. května 2013  | Trnava, Slovensko                | antuka    | Anna Karolína Schmiedlová | Mervana Jugić-Salkićová Renata Voráčová  | 1–6, 1–6               |
| Finalistka | 5. | 30. května 2016 | Marseille, Francie               | antuka    | Lourdes Domínguez Linová  | Sie Šu-wej Nicole Melicharová            | 6–1, 3–6, [3–10]       |

## Finále na juniorském Grand Slamu

### Čtyřhra juniorek: 1 (1–0)
| Stav    | rok  | turnaj          | povrch | spoluhráčka      | soupeřky ve finále                | výsledek      |
| ------- | ---- | --------------- | ------ | ---------------- | --------------------------------- | ------------- |
| Vítězka | 2010 | Australian Open | tvrdý  | Chantal Škamlová | Tímea Babosová Gabriela Dabrowská | 7–6(7–1), 6–2 |